# Guanlin

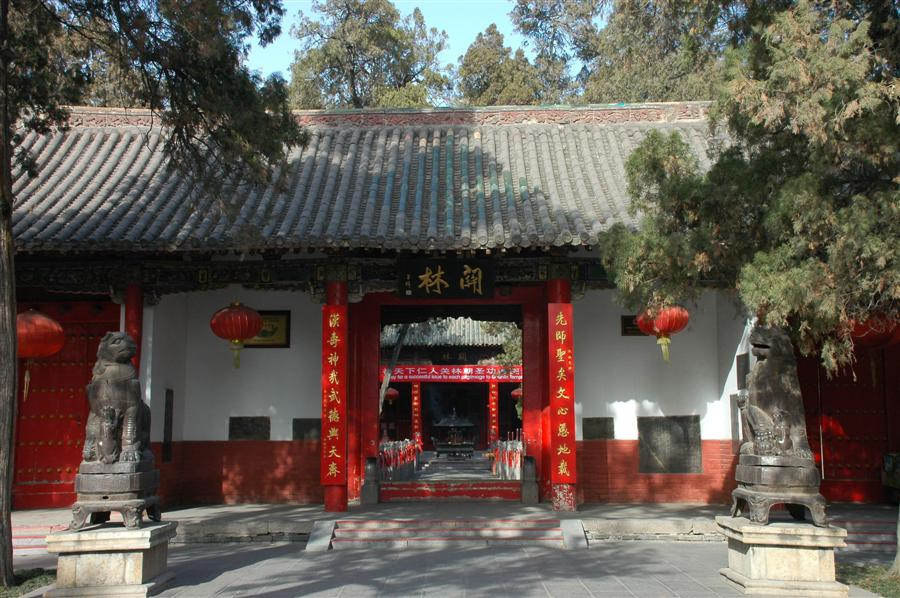
Guanlin

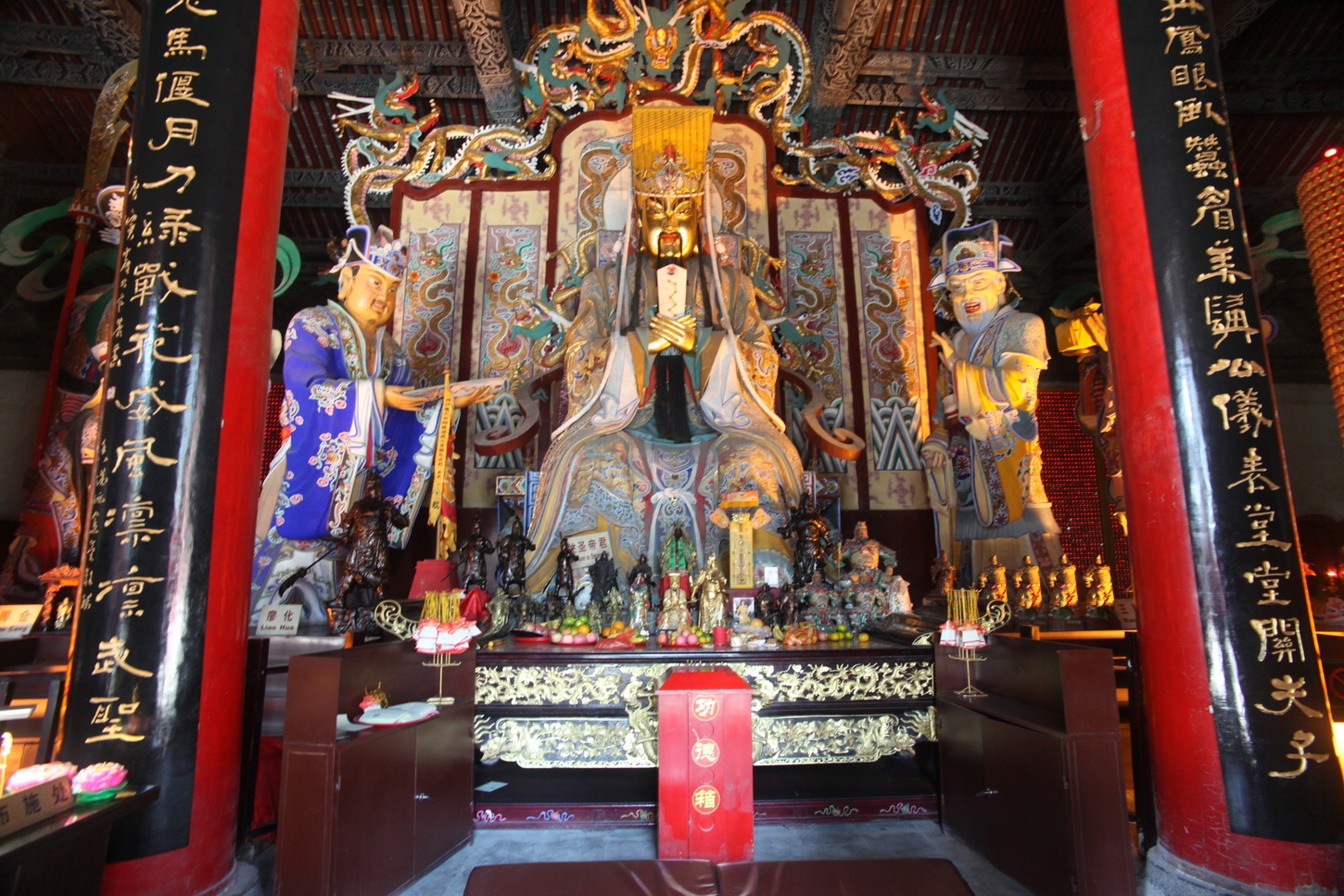
Statue von Guan Yu in Guanlin

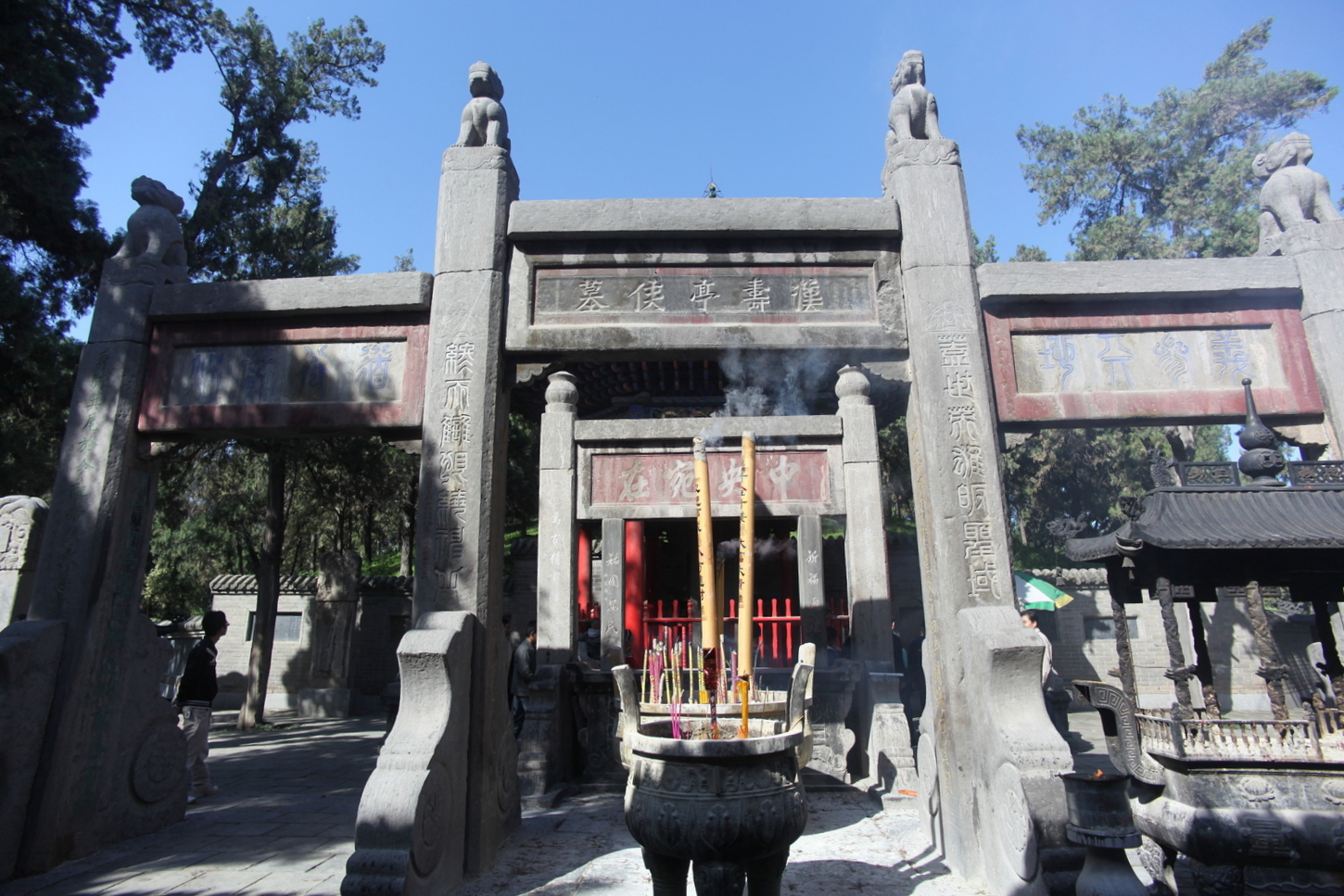
Grab von Guan Yu in Guanlin

Unter dem Begriff Guanlin werden gewöhnlich der sogenannte „Wald des Guan“ (chinesisch 關林 / 关林, Pinyin Guānlín) – das heißt die Grabstätte Guan Yus – und der dort befindliche Guanlin-Tempel – ein dem Guan Yu geweihter Tempel – zusammengefasst.
Sie befinden sich in der Großgemeinde Guanlin (关林镇) des Stadtbezirks Luolong von Luoyang in der chinesischen Provinz Henan, ca. 7 km von der Altstadt von Luoyang entfernt.
Der in der Zeit der Ming-Dynastie errichtete Tempel ist Guan Yu geweiht, dem Helden aus der Zeit der Drei Reiche und getreuen General von Liu Bei, dem Begründer des Shu-Han-Reiches. Er war von General Lü Meng der Wu-Dynastie (während der Zeit der Drei Reiche) besiegt und hingerichtet worden. Sein abgeschlagener Kopf wurde an Cao Cao der Wei gesandt, aber Cao Cao ließ den Kopf in allen Ehren an dem (späteren) Tempel begraben.
Der Tempel wurde in der Wanli-Ära der Ming-Dynastie errichtet und in der Zeit der Qing-Dynastie erweitert.
Die Stätte Guanlin (Guanlin) steht seit 2006 auf der Liste der Denkmäler der Volksrepublik China (6–639).
Neben dem Guanling-Mausoleum (in Dangyang, Provinz Hubei) und dem Guandi-Tempel von Xiezhou (Provinz Shanxi) ist der Guanlin-Tempel (Grab) einer drei großen Guan-Yu-Tempel Chinas.